# 布師田
布師田（ぬのしだ）は、高知県高知市の町名。住居表示は未実施で、郵便番号は781-5101（高知東郵便局管区）。本項ではかつて同区域に存在した土佐郡布師田村（ぬのしだむら）についても記す。

## 地理
高知市の南東部、久万川との分岐点付近から国分川の両岸に広がる。南で大津・高須砂地、西で北久保、北で一宮南町・一宮東町・一宮徳谷・一宮および南国市岡豊町滝本・岡豊町蒲原、東で同市岡豊町中島に接する。東西を国道195号・高知バイパスと土讃線が通過し、土讃線・布師田駅が所在する（土佐一宮駅も至近）。国分川沿いには高知県道249号後免中島高知線が通過する。北端には高知刑務所が所在する。

### 河川
- 久万川
- 国分川

## 歴史
- 幕末 - 土佐郡布師田村が存在。「旧高旧領取調帳」の記載によると高知藩領。
- 明治4年7月14日（1871年8月29日） - 廃藩置県により高知県の管轄となる。
- 1889年（明治22年）4月1日 - 町村制の施行により、近世以来の布師田村が単独で自治体を形成。
- 1942年（昭和17年）6月1日 - 高知市に編入。同日布師田村廃止。同市布師田となる。
- 1975年（昭和50年） - 南国市岡豊町蒲原の一部を編入。

## 交通

### 鉄道
四国旅客鉄道
- 土讃線
  - 布師田駅 - （土佐一宮駅も至近に所在）

### 道路
- 国道195号
  - 高知バイパス
- 高知県道249号後免中島高知線

## 施設
- 高知市立布師田小学校
- 布師田保育園
- 高知刑務所
- 高知ぢばさんセンター
- 葛木男神社